# هنریکه سرنو
هنریکه سرنو (انگلیسی: Henrique Sereno؛ زادهٔ ۱۸ مهٔ ۱۹۸۵) بازیکن سابق فوتبال اهل پرتغال است که در پست مدافع میانی بازی می‌کرد.
وی همچنین در تیم‌های ملی فوتبال زیر ۲۱ سال پرتغال،  تیم ملی فوتبال پرتغال B و پرتغال بازی کرده‌است.